# Pterolophia camerunensis
Pterolophia camerunensis là một loài bọ cánh cứng trong họ Cerambycidae.